# Crise de Suez
Crise de Suez, também conhecida como Guerra de Suez (ou ainda Guerra do Sinai), foi uma crise política que teve início em 29 de outubro de 1956, quando Israel, com o apoio da França e Reino Unido, que utilizavam o canal para ter acesso ao comércio oriental, declarou guerra ao Egito. O presidente do Egito, Gamal Abdel Nasser havia nacionalizado o canal de Suez, cujo controle ainda pertencia à Inglaterra. Em consequência, o porto israelense de Eilat ficaria bloqueado, assim como o acesso de Israel ao mar Vermelho, através do estreito de Tiran, no golfo de Acaba. Após o início dos combates, as pressões políticas dos Estados Unidos, da União Soviética e das Nações Unidas levaram à retirada dos três invasores. O episódio humilhou o Reino Unido e a França e fortaleceu Nasser.

## Contexto
Em 1956, o  nacionalismo, a guerra fria e o conflito árabe-israelense estiveram reunidos como fatores de um curto e violento conflito nas regiões egípcias do Canal de Suez e da Península do Sinai. O Egito e outras nações árabes ganharam há pouco tempo a independência dos impérios controlados por potências europeias como Grã-Bretanha e França. Estas nações jovens com cultura e história antigas se esforçaram para ganhar suficiência econômica, militar e para valer os seus direitos políticos como povos livres. A luta da Guerra Fria entre o Ocidente, na sua maioria democrática e capitalista, contra o Oriente comunista dominado pela União Soviética ajudou e impediu os objetivos nacionalistas de muitos países africanos e asiáticos. Por exemplo, o Egito procurou ajuda externa na construção do projeto da Barragem de Assuão, que passaria a controlar o rio Nilo. 
Os Estados Unidos e a Grã-Bretanha, os principais intervenientes no Ocidente, se recusaram a ajudar o Egito por causa de seus laços políticos e militares com a União Soviética. Os soviéticos se apressaram para ajudar o Egito. Após isso, o Egito passou a ser considerado um amigo dos soviéticos, e uma nação não muito amigável para o Ocidente. Desta forma, a Guerra Fria afetou a jovem nação do Egito e suas relações com o resto do mundo. O conflito árabe-israelense começou em 1948 e levou Egito e Israel a serem inimigos até 1979. A segunda guerra entre esses vizinhos do Oriente Médio teve lugar em 1956.
Como parte da agenda nacionalista, o presidente egípcio Gamal Abdel Nasser tomou controle do Canal de Suez, tomando-o das empresas britânicas e francesas, que o possuíam. Ao mesmo tempo, como parte de sua luta permanente com Israel, forças egípcias bloquearam o Estreito de Tiran, a hidrovia estreita que é a única saída de Israel ao Mar Vermelho. Israel e Egito se enfrentaram várias vezes desde a guerra de 1948, tendo o Egito permitido e incentivado grupos de combatentes Fedayin, para atacar Israel a partir de território egípcio. Em resposta, as forças israelenses constantemente atacavam a fronteira, em retaliação. 

## Ataque
Grã-Bretanha e França, ambos em processo de perder os seus seculares impérios, decidiram, em uma estratégia conjunta, a ocupação do Canal de Suez. Isto teve como objetivo reafirmar o controle dessa hidrovia vital para as empresas britânicas e francesas expulsas pela nacionalização realizada por Nasser. Por sugestão da França, o planejamento foi coordenado com Israel, um fato que todas as três nações negaram por anos depois.

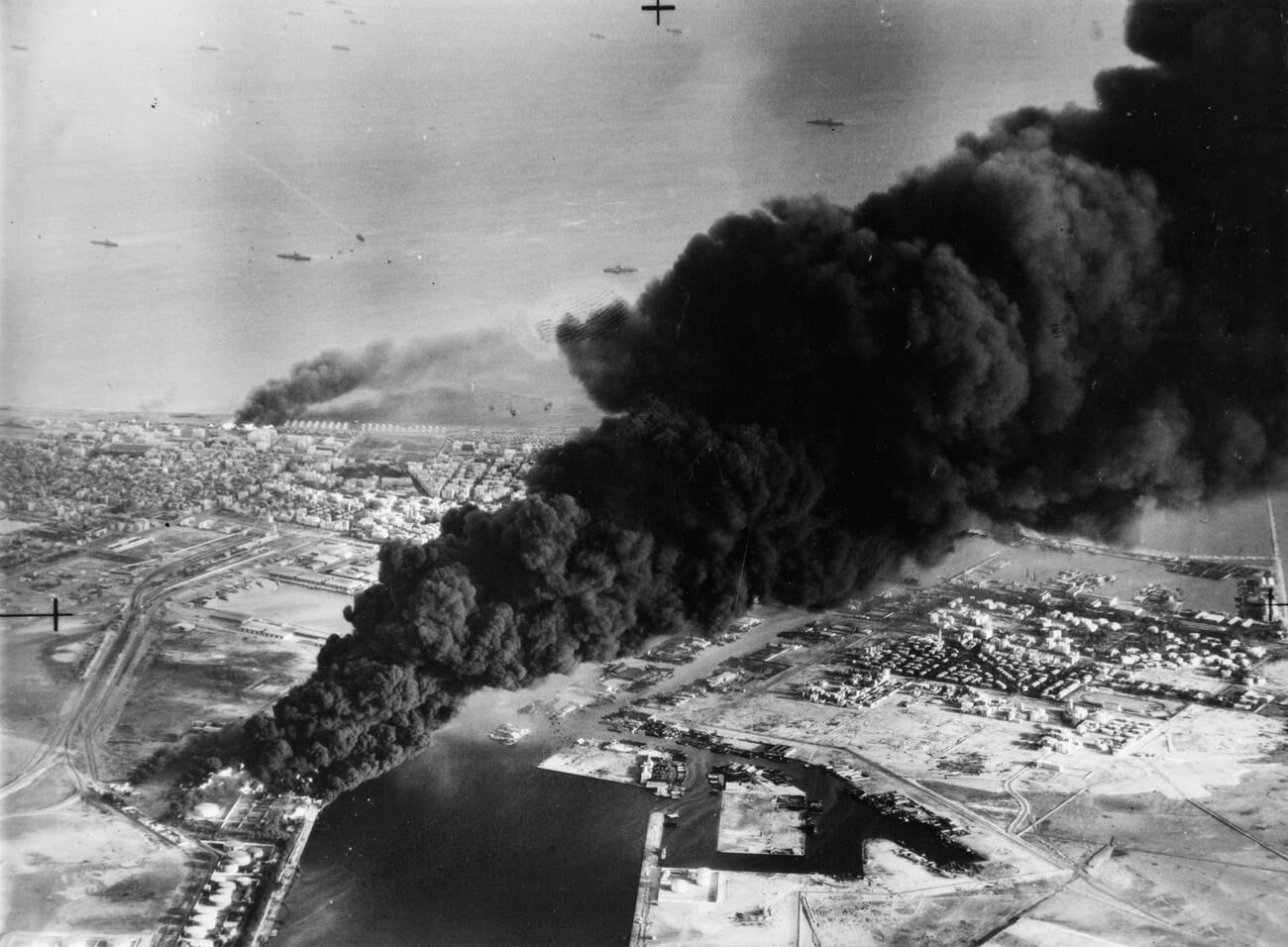
Fumaça de barris de petróleo atingidos durante o ataque anglo-francês em Porto Said, 5 de novembro de 1956.

Em 29 de outubro de 1956, tropas israelenses invadiram a Península do Sinai e rapidamente superaram a oposição das tropas egípcias. No dia seguinte, a Grã-Bretanha e França, se ofereceram para ocupar temporariamente a Zona do Canal e sugeriram uma zona de 16 km em cada lado, que iria separar as forças egípcias dos israelenses. Nasser, é claro, recusou, e em 31 de outubro, o Egito foi atacado e invadido por forças militares da Grã-Bretanha e da França. Em resposta a estes desenvolvimentos, a União Soviética, que, na época, estava a suprimir impiedosamente uma revolta anti-comunista na Hungria, ameaçou intervir em nome do Egito. O presidente Eisenhower dos Estados Unidos pressionou a Grã-Bretanha, França e Israel a concordar com um cessar-fogo e uma eventual retirada do Egito. Os Estados Unidos, pegos de surpresa pelas duas invasões, estavam mais preocupados com a guerra soviética na Hungria e na Guerra Fria do que com a Grã-Bretanha e a França se envolvendo nas relações de Suez. A última coisa que o presidente Eisenhower queria era uma guerra mais ampla sobre Suez. A guerra em si durou apenas uma semana, e as forças invasoras foram retiradas em um mês, sob a supervisão das tropas das Nações Unidas. Como resultado, o Egito alinhou-se firmemente com a União Soviética, que armou o próprio Egito e outras nações árabes para a luta contínua contra Israel.